# کوزویدی (ناحیه راکوونیک)
کوزویدی (به چکی: Kozojedy) یک منطقهٔ مسکونی در جمهوری چک است که در ناحیه راکوونیک واقع شده‌است.